# Mooreova matrika
Mooreova matrika je kvadratna matrika, ki ima za elemente zaporedne potence neke konstante. V vsaki vrstici pa se uporablja druga konstanta.
Imenuje se po ameriškem matematiku Eliakimu Hastingsu Mooreu (1862–1932).
Zgled takšne matrike je:
{\displaystyle M={\begin{bmatrix}\alpha _{1}&\alpha _{1}^{q}&\dots &\alpha _{1}^{q^{n-1}}\\\alpha _{2}&\alpha _{2}^{q}&\dots &\alpha _{2}^{q^{n-1}}\\\alpha _{3}&\alpha _{3}^{q}&\dots &\alpha _{3}^{q^{n-1}}\\\vdots &\vdots &\ddots &\vdots \\\alpha _{m}&\alpha _{m}^{q}&\dots &\alpha _{m}^{q^{n-1}}\\\end{bmatrix}}}.
Pri tem se lahko posamezne elemente zapiše kot:
{\displaystyle m_{i,j}=\alpha _{i}^{q^{j-1}}}.
Nekateri pisci uporabljajo transponirano matriko zgornje matrike.
Poseben primer Mooreove matrike je tudi izmenična matrika.